# Kapudan pasza

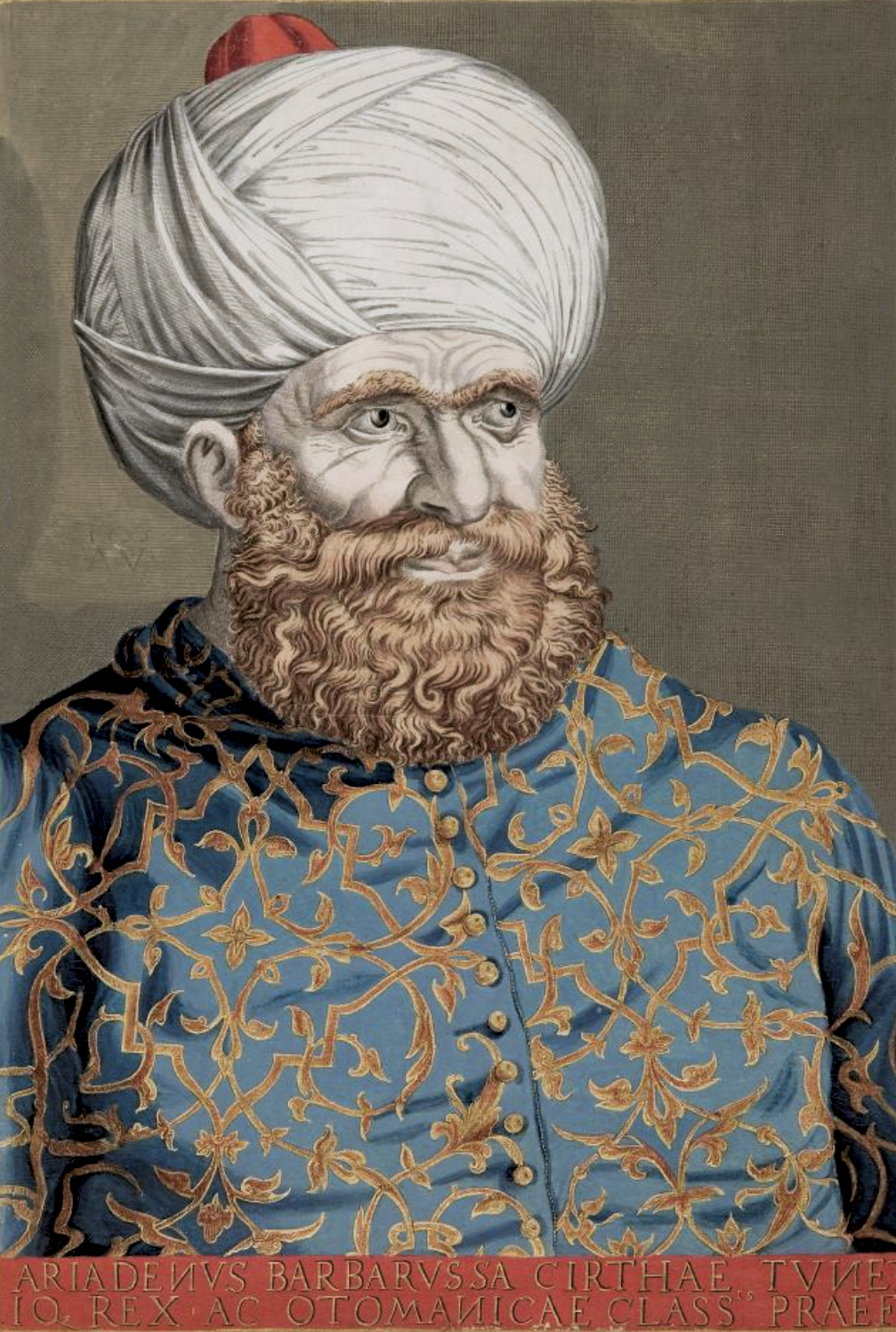
Hayreddin, kapudan pasza (admirał) floty osmańskiej

Kapudan pasza – w osmańskiej Turcji stanowisko odpowiadające wielkiemu admirałowi, dowódcy i zwierzchnikowi floty.